# 国際放映
国際放映株式会社（こくさいほうえい、英: INTERNATIONAL TELEVISION FILMS, INC.、略称：KHK）は、東京都世田谷区砧に本社を置く、貸しスタジオ業（不動産賃貸業）、放送番組や映画制作を主力事業とする会社である。
東宝の子会社で、阪急阪神東宝グループの一社である。旧・新東宝の後身の一社で、旧・新東宝作品の著作権の大半を保有しており、作品がDVDで発売される場合や名画座で再上映される場合などに著作権者として国際放映が記される。
火曜サスペンス劇場、土曜ワイド劇場、東海テレビ制作昼の帯ドラマなどの制作プロダクションの一つであり、石井輝男など旧・新東宝出身の監督も二時間サスペンスを中心にテレビドラマを製作した。
1970年代初期まで、アニメ制作会社の東京ムービーを傘下に置いた。

## 沿革
- 1948年 - 株式会社新東宝を設立する。
- 1961年 - 新東宝が倒産し、清算会社としての「新東宝」と、新東宝自体の配給部門と子会社の新東宝配給を統合した配給部門の「大宝株式会社」、制作部門の「ニッポン・アートフィルム・カンパニー（NAC）」の3社に分割された。NACは、新東宝の母体であった東宝と、東京放送、フジテレビジョン[4]の出資を受けて制作部門を引き継ぎ、新東宝作品の著作権を管理する受け皿会社を設立した。
- 1962年 - TBS『影の地帯』でテレビドラマに進出し、テレビ進出以後は業績が良化して経営再建に成功した。
- 1964年 - 商号を国際放映株式会社に改称し、安部鹿蔵が初代社長に就く。
- 1970年 - 店頭市場(現在の東京証券取引所スタンダード)に株式を公開する。
- 1992年 - 本社スタジオの全面改築が竣工する。TBS、フジテレビ、関西テレビ放送の共同施設東京メディアシティとなる。
- 2007年9月 - フジテレビが、自社スタジオ「フジテレビ湾岸スタジオ」完成に伴い、東京メディアシティと賃貸契約を解除して退去する。
- 2010年9月28日 - 筆頭株主である東宝と協議し、同社による完全子会社化を目的とした株式公開買付け（TOB）を実施[5]した。
- 2011年
  - 2月14日 - 株式の上場を廃止[6]した。
  - 2月17日 - 東宝の完全子会社となる[7]。
- 2014年3月1日 - 子会社の「東京メディアエンタープライズ」を吸収合併する[8]。
- 2018年5月31日 - テレビドラマ制作事業から撤退[9]した。

## 代表作

### テレビドラマ
- 渥美清の泣いてたまるか（TBS）
- 夕陽丘３号館（TBS）
- 東京バイパス指令（日本テレビ）
- 無用ノ介（日本テレビ）
- 太陽にほえろ!（日本テレビ）
- 弁護士・朝日岳之助（日本テレビ）
- 刑事・鬼貫八郎（日本テレビ）
- サンキュー先生（テレビ朝日）
- 猿飛佐助（日本テレビ）
- 水滸伝（日本テレビ）
- 西遊記（堺正章版。日本テレビ）
- 俺たちは天使だ!（日本テレビ）
- 黄土の嵐（日本テレビ）
- お父さんは心配症（朝日放送）
- 私鉄沿線97分署（テレビ朝日）
- 法医学教室の事件ファイル（テレビ朝日）
- 愛の祭（東海テレビ）
- 運命の森（東海テレビ）
- 先生はワガママ（朝日放送）
- ダブルマザー（東海テレビ）
- 男の選びかた（東海テレビ）
- はるちゃんシリーズ（東海テレビ） - 「3」以降。「1」・「2」は親会社の東宝が製作。
- 仕掛人・藤枝梅安（フジテレビ）
- 女医・優〜青空クリニック〜（東海テレビ）
- アタックNo.1（テレビ朝日）
- 契約結婚（東海テレビ）
- 吉祥天女（テレビ朝日）
- 美しい罠（東海テレビ）
- アンナさんのおまめ（テレビ朝日）
- 金色の翼（東海テレビ）
- もうひとつの象の背中（テレビ朝日）
- コインロッカー物語（テレビ朝日）
- 白と黒（東海テレビ）
- YASHA-夜叉-（テレビ朝日）
- 打撃天使ルリ（テレビ朝日）
- Cafe吉祥寺で（テレビ東京）
- 夏の秘密（東海テレビ）
- 白衣のなみだ（東海テレビ）
- 碧の海〜LONG SUMMER〜（東海テレビ） - 吉本興業と共同制作。

### 特撮、児童向けドラマ
- 忍者部隊月光（フジテレビ）

劇場版は東映制作
- 魔人ハンター ミツルギ（フジテレビ）
- バトルホーク（東京12チャンネル）
- チャンピオン太（フジテレビ）
- ケンちゃんシリーズ（TBS）
- 青空にとび出せ!（TBS）
- 美しきチャレンジャー（TBS）
- ワイルド7（日本テレビ）
- コメットさん（TBS）
九重佑三子版・大場久美子版の両方共制作。
  - Cosmic Baton Girl コメットさん☆（テレビ大阪）
制作には直接関わっていないが、原案者として国際放映の名がクレジットされている。
- それ行け!カッチン（TBS）
- おてんば宇宙人（日本テレビ）
- あばれはっちゃくシリーズ（テレビ朝日）
- へんしん!ポンポコ玉（TBS）
- ふしぎ犬トントン（フジテレビ）
- なかなか!ドジラんぐ（テレビ朝日）

### 映画
東宝系の制作プロダクションとして、少数の映画作品を発表している。
- 高校生無頼控（1972年） - 東宝配給。
- ルパン三世 念力珍作戦（1974年） - 東宝配給。
- 逆噴射家族 - ディレクターズ・カンパニーとの共同製作。ATG配給。
- TATOO＜刺青＞あり（1982年） - 高橋プロとの共同製作。ATG配給。

## 関連会社
- ケイエッチケイアート（美術製作会社）
2023年3月1日にて国際放映と合併し解散する。
- 東京メディアエンタープライズ
1967年に「放映土地株式会社」として、不動産業務を目的として設立。1994年に社名変更し、自社作品や旧新東宝作品の版権窓口業務および映像ソフト販売の業務に転換する。また、フランスのテレビアニメ作品「プチバンピ」の日本国内のライセンスや、かつて存在した制作プロダクション「スタッフ・アズバーズ」の作品[注 2]の権利を自社で保有している。業務効率化のため2014年3月1日にて国際放映と合併し解散する。現在はすべての権利を国際放映本体で管理している。
- エヌ・エー・シー（芸能プロダクション）
1964年に出資し、同年中に出資比率を引き上げて連結子会社とする。2006年にエヌ・エー・シー側が国際放映側保有の株式の一部を買い取り、出資比率が下がる。
- 宝塚映像（番組制作会社）
阪急阪神東宝グループの系列の同門会社であり、宝塚映像のスタッフが制作協力として関わっている。
- 東宝（映画会社）
親会社。戦後まもなく、前身である新東宝を分離した母体でもある。1970年代までは東宝撮影所でテレビ映画を撮影することを厭う気風があり、東宝名義で受注した番組も国際放映が孫受けするケースが多かった。代表は『太陽にほえろ』『横溝正史シリーズ』（のうちの東宝担当分）である。
- 東京放送→TBSテレビ
2010年時点で国際放映の11.49%の株式を持ち、34.54%の東宝に次ぐ主要株主だった。2010年に株式を東宝に売却し、資本関係はなくなる[10]。
関連会社の緑山スタジオ・シティが、TMC内で「砧スタジオ」を運営。
- 関西テレビ放送
同じ阪急阪神東宝グループ（厳密には阪急阪神ホールディングスグループ）。関連会社「レモンスタジオ」が、TMC内で「レモンスタジオ」を運営。
- 円谷プロダクション（番組制作会社、芸能プロダクション）
かつては同じく東宝の資本傘下にあり（現在はフィールズの連結子会社）、撮影所を持たない会社なので、東宝、東宝ビルト、国際放映を利用することが多かった。また、西遊記の特撮部分は円谷が担当したり、事業協力も多かった。